# Nazionale maschile under 19 di calcio d'Israele
La nazionale di calcio d'Israele Under-19 & Under-20 (in ebraico נבחרת (הנוער של) ישראל בכדורגל עד גיל 19 ועד גיל 20‎?) è la rappresentativa calcistica Under-19 è Under-20 nazionale d'Israele ed è posta sotto l'egida della Federazione calcistica d'Israele. Nella gerarchia delle nazionali giovanili israeliane è posta prima della nazionale Under-18.
Al campionato europeo 2022, dopo aver battuto la Francia per 2-1 in semifinale, conquista l'accesso alla finale per il primo posto dove viene sconfitta per 3-1 dall'Inghilterra.

## Piazzamenti agli Europei Under-19
- 2002: Turno di qualificazione
- 2003: Turno di qualificazione
- 2004: Fase Elite
- 2005: Fase Elite
- 2006: Fase Elite
- 2007: Fase Elite
- 2008: Fase Elite
- 2009: Turno di qualificazione
- 2010: Turno di qualificazione
- 2011: Fase Elite
- 2012: Fase Elite
- 2013: Turno di qualificazione
- 2014: Primo turno
- 2015: Turno di qualificazione
- 2016: Fase Elite
- 2017: Fase Elite
- 2018: Turno di qualificazione
- 2019: Fase Elite
- 2020 - 2021: Tornei annullati
- 2022: Secondo posto